# Bella Ramsey

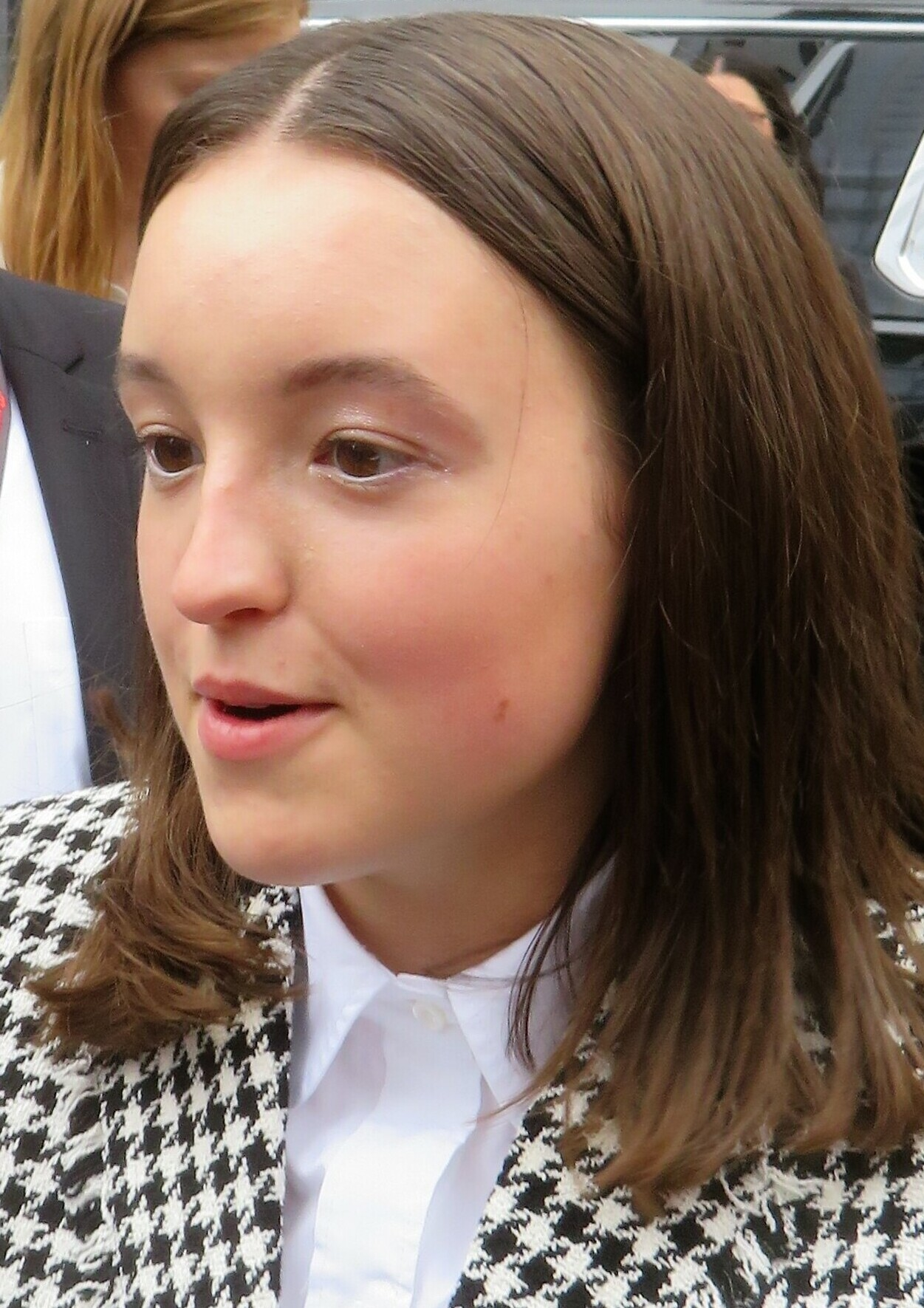
Bella Ramsey (2022)

Isabella May Ramsey (ur. 25 września 2003 w Nottingham) – angielska aktorka, która wystąpiła m.in. w serialach The Last of Us, Gra o tron i Hilda.

## Życiorys
Ramsey nie planowała być aktorką, lecz pod wpływem starszej siostry, która grała amatorsko, zgłosiła się do Television Workshop. Przełom w jej karierze przyniosła rola lady Lyanny Mormont w Grze o tron. Bella zagrała potem tytułowe bohaterki w serialach Fatalna czarownica i Hilda.

## Filmografia

### Filmy
| Rok  | Tytuł                              | Rola                      | Uwagi       |
| ---- | ---------------------------------- | ------------------------- | ----------- |
| 2017 | Elefthería                         | Ellie                     | krótkometr. |
| 2018 | Two for Joy                        | Miranda                   |             |
| 2018 | Holmes i Watson                    | Flotsam                   |             |
| 2019 | Princess Emmy                      | księżniczka Gizana (głos) |             |
| 2019 | Judy                               | Lorna Luft                |             |
| 2019 | Nancy                              | Nancy                     | krótkometr. |
| 2019 | Zero                               | Alice                     | krótkometr. |
| 2019 | On the Beaches                     | Kitty                     | krótkometr. |
| 2020 | Turtle Journey                     | Daughter Turtle (głos)    | krótkometr. |
| 2020 | 3 Minutes of Silence               | Jane                      | krótkometr. |
| 2020 | Niezłomni                          | Elsbeth                   |             |
| 2021 | Requiem                            | Evelyn                    | krótkometr. |
| 2021 | Villain                            | Georgia                   | krótkometr. |
| 2021 | Hilda i władca gór                 | Hilda (głos)              | film TV     |
| 2022 | Catherine zwana Birdy              | Catherine                 |             |
| 2023 | Uciekające kurczaki: Era nuggetsów | Molly (głos)              |             |

### Seriale
| Rok       | Tytuł              | Rola                          | Uwagi             |
| --------- | ------------------ | ----------------------------- | ----------------- |
| 2016–2019 | Gra o tron         | Lyanna Mormont                | 9 odc.            |
| 2017–2020 | Fatalna czarownica | Mildred Hubble                | 40 odc.           |
| 2018      | Requiem            | młoda Matilda                 | 1 odc.            |
| od 2018   | Hilda              | Hilda (głos)                  | gł. rola; 26 odc. |
| 2020      | Shepherd's Delight | Girl in Park                  | 1 odc.            |
| 2020      | Mroczne materie    | Angelica                      | 6 odc.            |
| 2020      | Summer Camp Island | piętnastoletnia Ramona (głos) | 1 odc.            |
| 2022      | Becoming Elizabeth | Jane Grey                     | 6 odc.            |
| 2023      | The Last of Us     | Ellie                         | główna rola       |